# Мала Вотка
Мала́ Во́тка (рос. Малая Вотка) — річка в Удмуртії (Воткінський район), Росія, права притока Сіви.
Річка починається за 2 км на південний захід від села Романово. До цього села річка тече на північний схід, потім повертає на південний схід, а біля села Кварса повертає на схід. Впадає до Сіви на південній околиці села Кварса.
Русло нешироке, в нижній течії звивисте. Долина неширока, звужується до гирла. Між селами Гришанки та Кварса річка тече по вузькому каньйону. Приймає декілька дрібних приток, найбільшими з яких є ліві Линивайка та Ольховка.
Через річку створено багато автомобільних мостів, створено декілька ставків.
Над річкою розташовані села Романово, Катиші, Кукуї, Гами, Гришанки, Кварса.